# Non puoi dire di no
Non puoi dire di no è un singolo del duo musicale italiano Paola & Chiara, pubblicato nel 1998 come secondo estratto dal secondo album in studio Giornata storica.

## Descrizione
Terza traccia dell'album, Non puoi dire di no è stata scritta dalle stesse Paola e Chiara e prodotta da Massimo Luca.
Nel 2012 il brano è stato inserito dal The Guardian tra le dieci migliori canzoni italiane pop dance degli ultimi 50 anni.

## Video musicale
Il video musicale per la promozione del brano è stato diretto da Stefano Moro e ritrae il duo cantare la canzone in una location ambigua.

## Tracce
CD singolo
Testi e musiche di Paola e Chiara Iezzi.
1. Non puoi dire di no – 3:11
2. Cosa vuoi! – 3:26

## Formazione
- Paola Iezzi – voce
- Chiara Iezzi – voce
- Jacopo Corso, Massimo Luca – chitarre
- Alessandro Branca – basso
- Raffaello Pavesi – batteria